# Эчеверрия (станция метро)
«Эчеверрия» (исп. Echeverría) —  станция Линии B метрополитена Буэнос-Айреса. Станция расположена между станциями «Хуан Мануэль де Росас» и «Лос-Инкас/Парке-Час». Станция выходит на улице Авенида Триумвирато между улицами Эчеверрия и Хураменто в районе Вилья-Уркиса.

## История
Хотя её строительство было завершено в течение нескольких лет, открытие станции было отложено несколько раз. Пока наконец, в пятницу, 26 июля 2013, станция была официально открыта и по ней пошло движение поездов.

## Украшения
Станция расписана художницей Каролиной Антониадис, в частности туннель и лестницы.

## Достопримечательности
Они находятся в непосредственной близости от станции:
- Escuela Primaria Común Nº8 Jorge Angel Boero
- Escuela Primaria Común Nº16 Ejército de Los Andes
- Escuela  Primaria Común Nº9 Dominguito
- Centro Educativo de Nivel Secundario N°78
- Escuela Primaria Común Nº10 Dr. Ramón José Cárcano
- Teatro 25 de Mayo

## Галерея

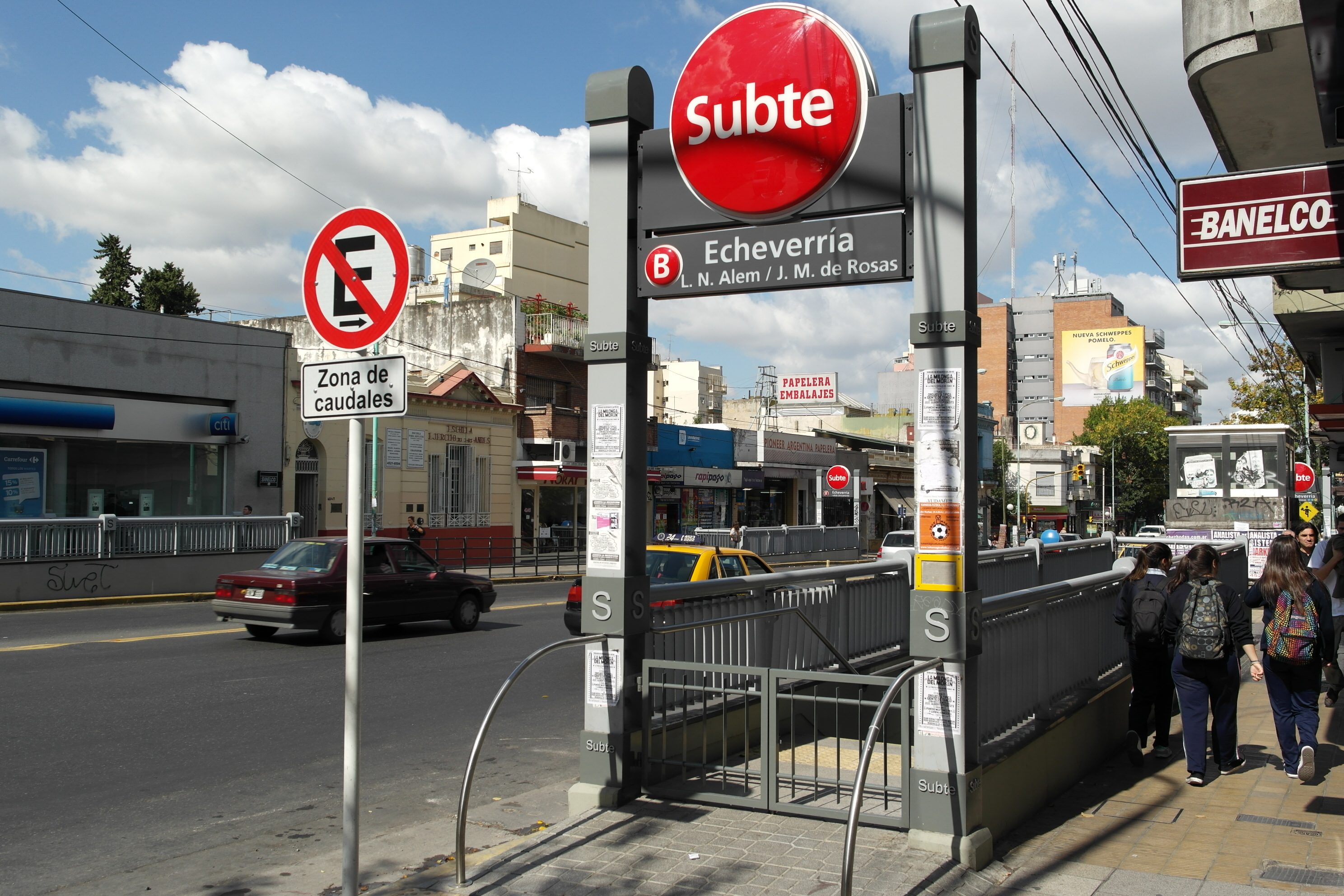
Вид с улицы
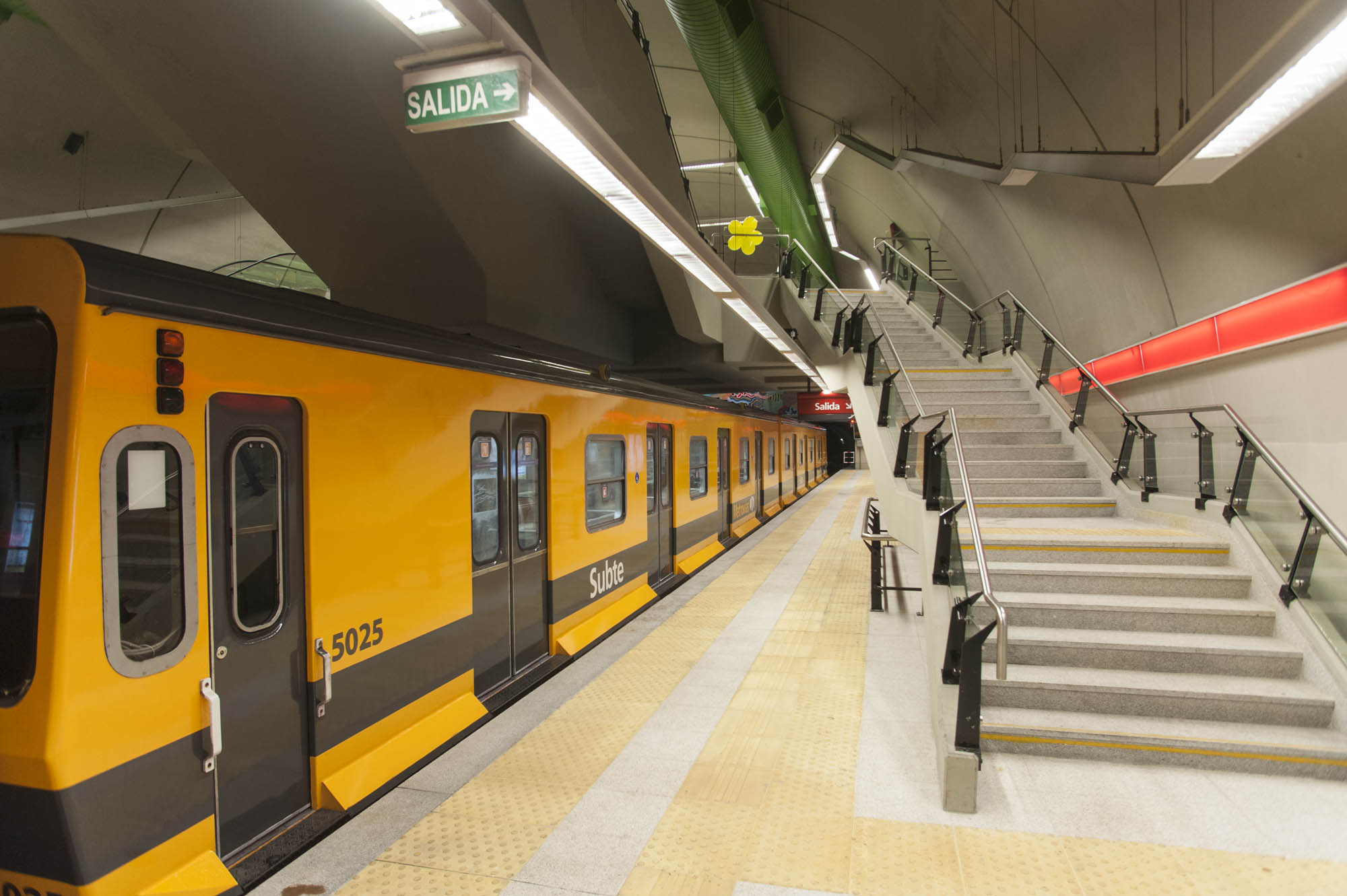
Поезд Coche CAF 5000

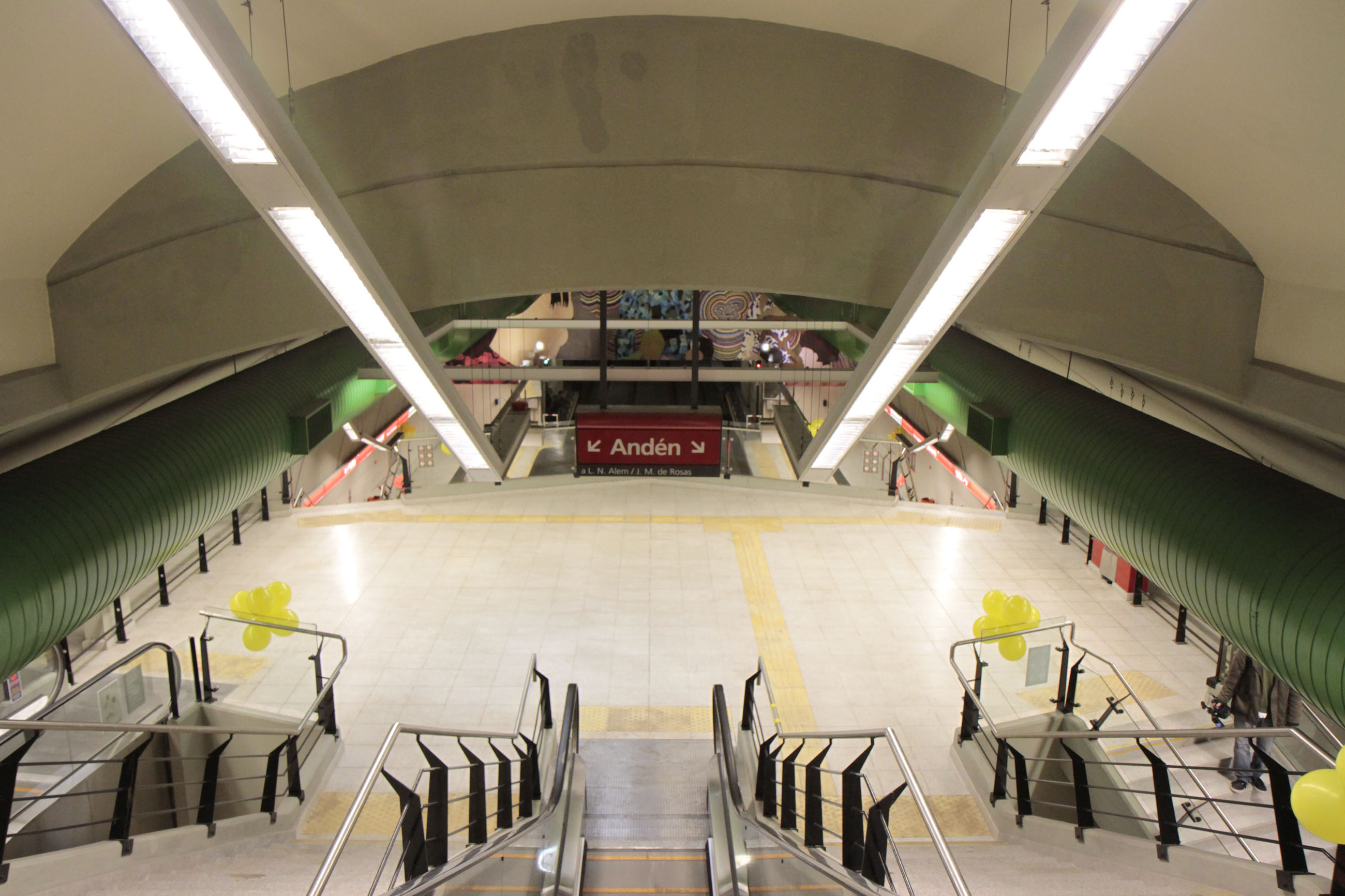
Интерьер вестибюля
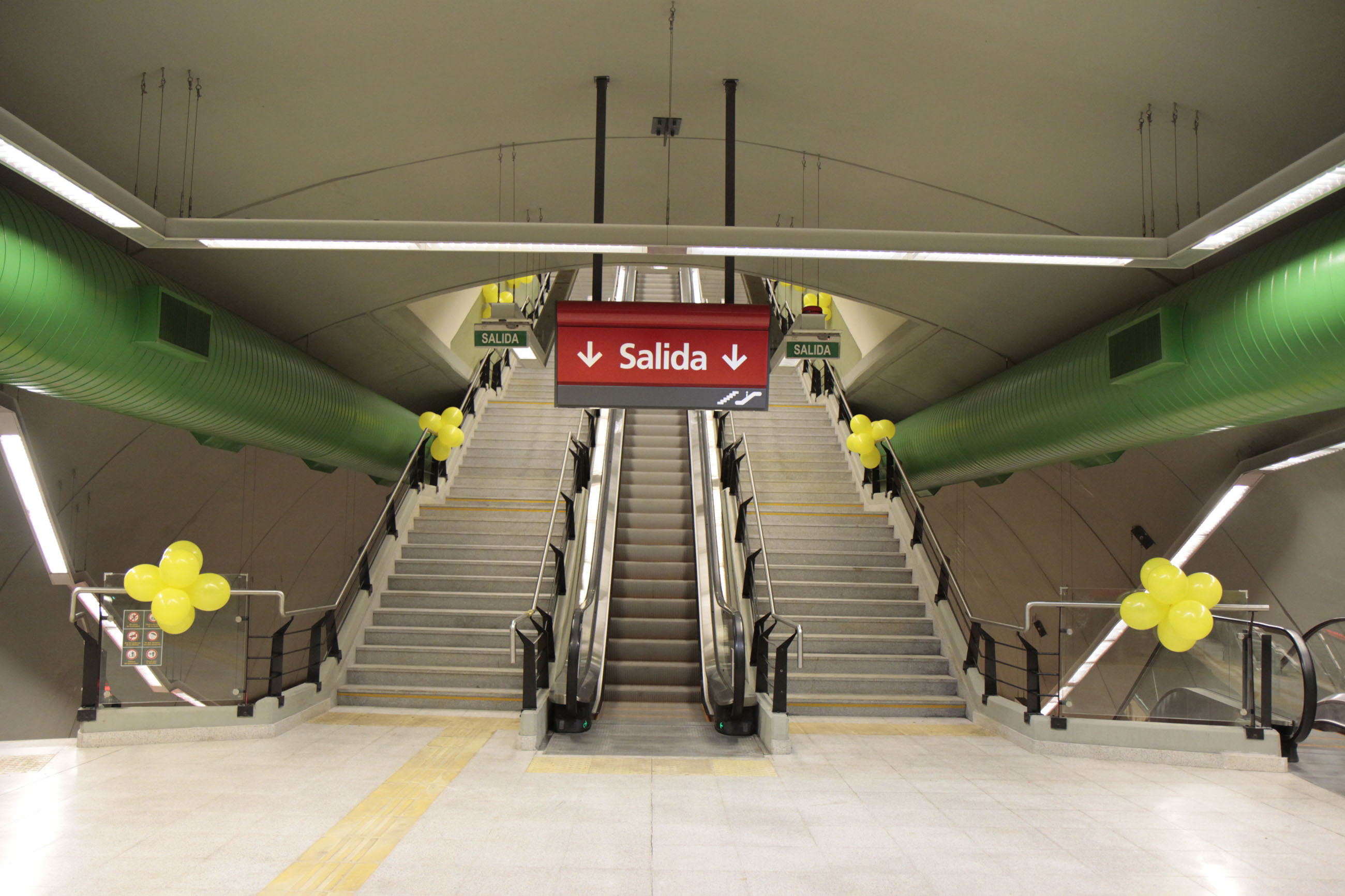
Эскалаторы
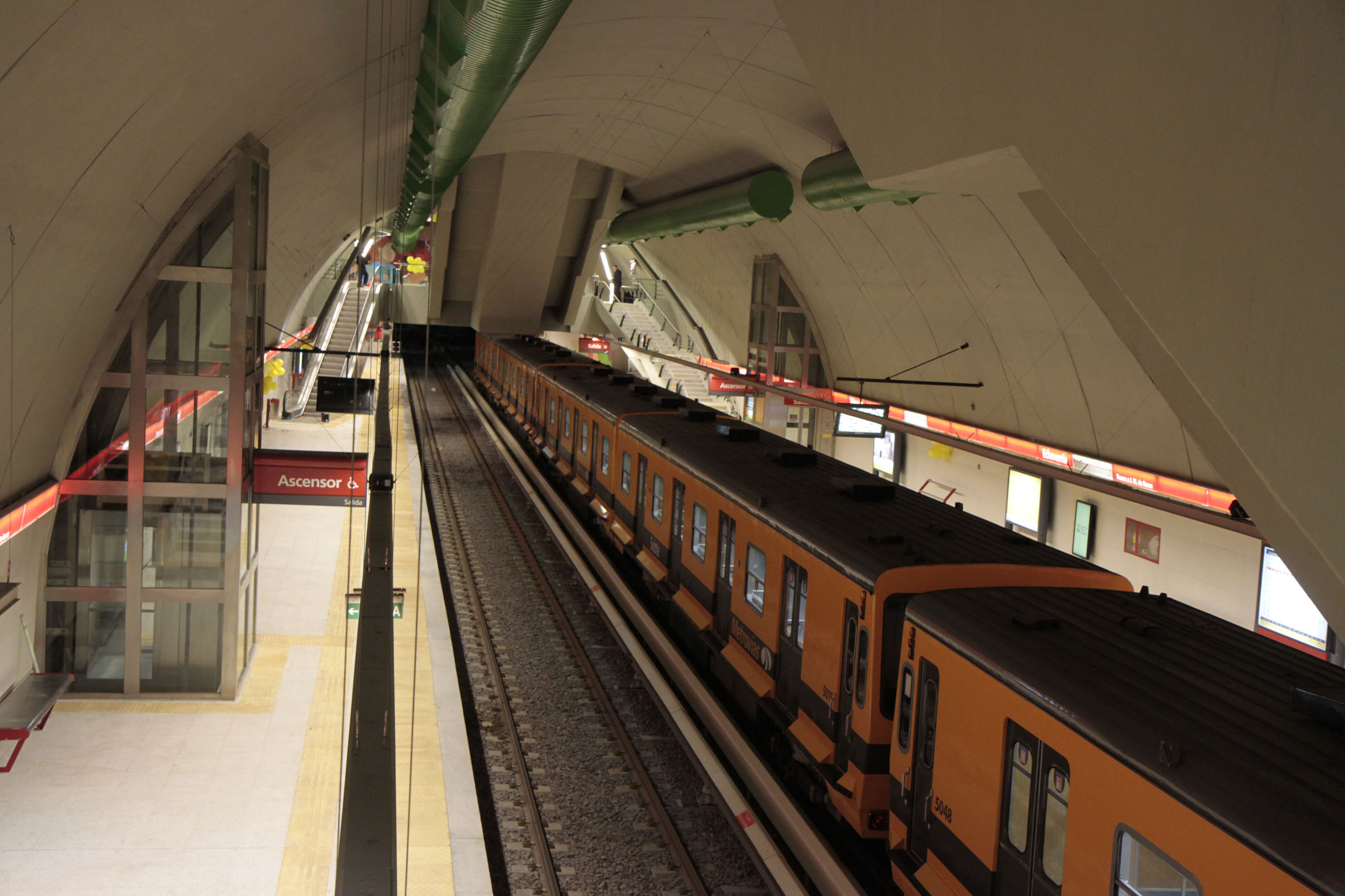
Перрон